# Ha-Moszawa ha-Amerika’it (Jerozolima)
Ha-Moszawa ha-Amerika’it (hebr. המושבה האמריקאית בירושלים, pol. Kolonia Amerykańska) – osiedle mieszkaniowe w Jerozolimie w Izraelu, znajdujące się na terenie Wschodniej Jerozolimy.

## Położenie
Osiedle leży w północnej części miasta. Na południu znajduje się osiedle Bab az-Zahira, na zachodzie osiedla Bet Jisra’el i Arze ha-Bira, na północy osiedle Asz-Szajch Dżarrah, a na wschodzie osiedle Wadi al-Dżauz.

## Historia
Osiedle zostało założone w 1881 przez członków amerykańskiej grupy chrześcijańskiej, na czele której stali Anna i Horatio Spafford. Marzyli oni o stworzeniu utopijnej społeczności chrześcijańskiej w Jerozolimie, którą zaczęto nazywać Kolonią Amerykańską. Mieszkańcy byli mocno zaangażowani w działalność filantropijną na rzecz mieszkańców Jerozolimy. Nie zwracali oni przy tym uwagi na narodowość lub wyznanie osoby potrzebującej pomocy, dzięki czemu szybko zdobyli zaufanie lokalnej społeczności muzułmańskiej, żydowskiej i chrześcijańskiej.
Podczas I wojny światowej prowadzili szpitale, domy dziecka i stołówki dla bezdomnych. Ha-Moszawa ha-Amerika’it przestała funkcjonować jako wspólnota religijna pod koniec lat 40. XX wieku. Pomimo to, jej poszczególni członkowie nadal byli aktywni w swojej działalności na rzecz mieszkańców Jerozolimy.
W pierwszych dniach wojny o niepodległość w 1948, w trakcie bitwy o Jerozolimę, osiedle zostało zajęte przez siły żydowskich organizacji paramilitarnych Hagana, Irgun i Lechi. Jednak w następnych dniach jordański Legion Arabski przejął kontrolę nad osiedlem, które po wojnie pozostało pod okupacją Transjordanii. Pod koniec lat 50. kolonię przekształcono w Hotel Kolonii Amerykańskiej.
Po wojnie sześciodniowej w 1967 osiedle zostało zajęte przez wojska izraelskie, i od tamtej pory znajduje się w państwie Izrael.